# Kosmonosy
Kosmonosy è una città della Repubblica Ceca facente parte del distretto di Mladá Boleslav, in Boemia Centrale.